# Burmistrzowie Kłodzka
Burmistrz Kłodzka – jednoosobowy organ władzy wykonawczej w mieście Kłodzku.
Pierwsza wzmianka o burmistrzu Kłodzka (Magister civium) pochodzi z 1458 r. Przewodniczył on obradom rady miejskiej. Do XVI wieku nie otrzymywał za pełnienie tej funkcji żadnych poborów. Dopiero po 1848 i zniesieniu w 1877 statusu miasta-twierdzy burmistrz miasta, będący przedstawicielem lokalnego samorządu, zaczął odgrywać ważniejszą rolę.
W latach 1950–1990 urząd burmistrza Kłodzka nie istniał. W jego miejsce istniał urząd: przewodniczącego prezydium Miejskiej Rady Narodowej w latach 1950–1973 oraz naczelnika miasta (1973–1990). Stanowisko burmistrza przywrócono ponownie w 1990.

## Burmistrzowie (magister civium)
| # | Imię i nazwisko    | Daty sprawowania urzędu | Informacje dodatkowe       |
| - | ------------------ | ----------------------- | -------------------------- |
| 1 | Wenzel Schulz      | 1458                    | Znany jedynie ze wzmianek. |
| 2 | Wenzel Eckersdorff | 1460                    | Znany jedynie ze wzmianek. |

Nie zachowały się żadne wzmianki o kolejnych burmistrzach. Ponownie informacje o burmistrzach Kłodzka pojawiają się po wojnie trzydziestoletniej. Gdy na początku XVII w. wprowadzono urząd prymatora, który również kilkakrotnie równocześnie piastował funkcję burmistrza, a ta w tym czasie uległa osłabieniu.

## Burmistrzowie (XVII w. – koniec XVIII w.)
| #  | Imię i nazwisko               | Daty sprawowania urzędu | Informacje dodatkowe                                               |
| -- | ----------------------------- | ----------------------- | ------------------------------------------------------------------ |
| 3  | Philipp Hoffmann              | ok. 1650                | nosił tytuł prymatora                                              |
| 4  | Hieronim Keck                 | ok. 1688                | nosił tytuł burmistrza                                             |
| 5  | Gottfried August Just         | 1707–1712               | nosił tytuł prymatora od 1695                                      |
| 6  | Ignatius Ilgner               | 1711–?                  | nosił tytuł w latach 1711–1712 I Burmistrza                        |
| 7  | Michael Meyer                 | 1711–1712               | nosił tytuł II Burmistrza                                          |
| 8  | Johann George Hampel          | ?-1734                  | nosił tytuł prymatora                                              |
| 9  | Philipp Josef von Nussdorffer | ?-1740                  | nosił tytuł prymatora                                              |
| 10 | Johann Franz Weiner           | 1740-?                  | nosił tytuł prymatora, a od 1722 pełnił funkcje wójta miejskiego   |
| 11 | Johann Sternmann              | 1742–1754               | nosił tytuł Consul dirigens                                        |
| 12 | (?) Josephi                   | 1754–1789               | nosił tytuły Consul dirigens i Stadt Director                      |
| 13 | dr (?) Neugebauer             | 1760–1763               | austriacki burmistrz powołany po zdobyciu miasta przez Austriaków. |
| 14 | (?) Lohde                     | 1789–1800               | nosił tytuły Consul dirigens i Stadt Director                      |

## Burmistrzowie (początek XIX w.–1945)
Burmistrz wybierany był wybierany przez radę miejską spośród jej członków. Stał na jej czele i magistratu. Jego władza ograniczała się tylko do obszaru miasta. Obok tzw. I burmistrza funkcjonował przeważnie II burmistrz, który pełnił funkcję zastępcy.
| #  | Imię i nazwisko                  | Daty sprawowania urzędu | Informacje dodatkowe                                                      |
| -- | -------------------------------- | ----------------------- | ------------------------------------------------------------------------- |
| 15 | Friedrich                        | 1801–1810               | wybrany w 1808 według nowego regulaminu miejskiego                        |
| 16 | Wielhelm Heinrich Ludwig starszy | 1811–1842               |                                                                           |
| 17 | Bach                             | 1842–1848               |                                                                           |
| 18 | Karl Klemens Warnatsch           | 1850–1861               |                                                                           |
| 19 | Frantz Stuschke                  | 1861–1877               |                                                                           |
| 20 | Louis Schüler                    | 1878–1884               |                                                                           |
| 21 | Alexander Kolbe                  | 1884–1915               |                                                                           |
| 22 | Franz Ludwig                     | 1915–1933               |                                                                           |
| 23 | Konrad Goebel                    | 1933–1936               | ostatni burmistrz wybrany w demokratycznych wyborach.                     |
| 24 | Leo Schubert                     | 1936–1940               | o stanowisku burmistrza decydowała NSDAP                                  |
| 25 | Johannes Wagner                  | 1940–1943               |                                                                           |
| 26 | Fritz Pirner                     | 1943–1945               |                                                                           |
| 27 | Gerhard Ruffert                  | 1945                    | mianowany 20 maja 1945 przez wojskowego komendanta miasta płk. Stiepanowa |

## Burmistrzowie (1945–1950)
| #  | Imię i nazwisko        | Daty sprawowania urzędu | Informacje dodatkowe |
| -- | ---------------------- | ----------------------- | -------------------- |
| 28 | Mieczysław Dziubdziela | 1945–1946               |                      |
| 29 | Ryszard Pstrokoński    | 1946–1947               |                      |
| 30 | Aleksander Młynkiewicz | 1947–1950               |                      |
| 31 | Gustaw Żołądź          | 1950–1950               |                      |

## Przewodniczący Prezydium Miejskiej Rady Narodowej (1950–1973)
| #  | Imię i nazwisko                   | Daty sprawowania urzędu | Informacje dodatkowe |
| -- | --------------------------------- | ----------------------- | -------------------- |
| 32 | Władysław Ciba                    | 1950–1951               |                      |
| 33 | Karol Bidzieński                  | 1951–1952               |                      |
| 34 | Bronisława Czekańska-Kucznerowicz | 1953–1954               |                      |
| 35 | Władysław Pędziwol                | 1954–1958               |                      |
| 36 | Wojciech Adamczyk                 | 1958–1958               |                      |
| 37 | Józef Frejnik                     | 1958–1962               |                      |
| 38 | Narcyz Mieczkowski                | 1962–1965               |                      |
| 39 | Tadeusz Semeniuk                  | 1965–1967               |                      |
| 40 | Tadeusz Kazanowski                | 1967–1972               |                      |
| 41 | Zygmunt Sapieha                   | 1972–1973               |                      |

## Naczelnicy miasta (1975–1990)
| #  | Imię i nazwisko       | Daty sprawowania urzędu | Informacje dodatkowe |
| -- | --------------------- | ----------------------- | -------------------- |
| 41 | Zygmunt Sapieha       | 1973–1975               |                      |
| 42 | Edward Schmidt        | 1975–1977               |                      |
| 43 | Włodzimierz Dąbrowski | 1977–1978               |                      |
| 44 | Józef Adamski         | 1978–1981               |                      |
| 45 | Czesław Gola          | 1981–1984               |                      |
| 46 | Marian Karaś          | 1984–1985               |                      |
| 47 | Urszula Madetko       | 1985–1990               |                      |

## Burmistrzowie (od 1990)
| #  | Imię i nazwisko         | Daty sprawowania urzędu | Informacje dodatkowe                                     |
| -- | ----------------------- | ----------------------- | -------------------------------------------------------- |
| 48 | Wojciech Matuszewski    | 1990–1991               |                                                          |
| 49 | Ryszard Wójcik          | 1991–1994               |                                                          |
| 50 | Stefan Cygnarowicz      | 1994–1995               |                                                          |
| 51 | Małgorzata Kwiatkowska  | 1995–1998               |                                                          |
| 52 | Dorota Kawińska-Domurad | 1998–1999               |                                                          |
| 53 | Zbigniew Biernacki      | 1999–2002               |                                                          |
| 54 | Roman Lipski            | 2002–2006               | pierwszy burmistrz wybrany w drodze powszechnych wyborów |
| 55 | Bogusław Szpytma        | 2006–2014               |                                                          |
| 56 | Michał Piszko           | od 2014                 |                                                          |